# Роберто Перейра
Роберто Перейра (ісп. Roberto Pereyra, нар. 7 січня 1991, Сан-Мігель-де-Тукуман) — аргентинський футболіст, лівий півзахисник грецького клубу АЕК.

## Клубна кар'єра

### «Рівер Плейт»
Народився 7 січня 1991 року в місті Сан-Мігель-де-Тукуман. Вихованець футбольної школи клубу «Рівер Плейт». 16 травня 2009 року в матчі проти «Уракана» він дебютував у аргентинській Прімері. У сезоні 2009/10, Перейра провів 15 матчів і поступово став основним футболістом команди. Всього за рідну команду провів два сезони, взявши участь у 43 матчах чемпіонату, поки за підсумками сезону 2010/11 команда не покинула елітний дивізіон.

### «Удінезе»
30 серпня 2011 року Роберто підписав п'ятирічний контракт з італійським «Удінезе», яке заплатило за гравця 2 млн євро. 29 вересня того ж року, в матчі групового етапу Ліги Європи проти «Селтіка», Роберто дебютував за новий клуб. 28 січня 2012 року в поєдинку проти «Ювентуса», Перейра провів свій дебютний матч в Серії А, замінивши в кінці зустрічі Маурісіо Іслу. Гра півзахисника залишила приємне враження у тренера команди, тому Роберто став частіше з'являтися в основі замінюючи травмованого Душана Басту. 29 квітня в матчі проти «Лаціо», Перейра забив свій перший гол за «Удінезе» і допоміг команді здобути перемогу, 2-0. 18 листопада в поєдинку проти «Парми», Роберто забив свій перший м'яч у сезоні 2012/13.

### «Ювентус»
Влітку 2014 року Роберто перейшов в «Ювентус» на правах річної оренди за 1,5 млн євро, з опцією викупу за 14 млн євро. 30 серпня в матчі проти «К'єво» він дебютував у складі «старої сеньйори», замінивши у другому таймі Артуро Відаля. 18 січня 2015 року у поєдинку проти «Верони» Перейра забив свій перший гол за «Ювентус». У тому ж році Роберто став чемпіоном і володарем Кубка Італії, а також допоміг «старій сеньйорі» вийти в фінал Ліги чемпіонів.
24 червня 2015 року «Ювентус» викупив права на футболіста в «Удінезе» за 14 мільйонів євро. Контракт був підписаний до 2019 року. Через півтора місяця Перейра допоміг команді виграти Суперкубок Італії. Загалом аргентинець відіграв за «стару сеньйору» 68 матчів в усіх турнірах.

### «Вотфорд»
19 серпня 2016 року гравець за 13 мільйонів євро (плюс 2 мільйони можливих бонусів) перейшов до англійського «Вотфорда», з яким уклав п'ятирічний контракт.
Загалом відіграв за англійську команду чотири сезони, протягом яких понад сто разів виходив на поле в іграх Прем'єр-ліги.

### Повернення до «Удінезе»
28 вересня 2020 року за неоголошену трансферну суму повернувся до італійського «Удінезе», кольори якого вже захищав на початку європейського етапу своєї кар'єри.

## Виступи за збірні
2011 року залучався до складу молодіжної збірної Аргентини на молодіжний чемпіонат світу у Колумбії, де зіграв у 4 матчах, а команда дійшла до чвертьфіналу.
11 жовтня 2014 року дебютував в офіційних матчах у складі національної збірної Аргентини в товариській грі проти збірної Бразилії.
У складі збірної був учасником розіграшу Кубка Америки 2015 року у Чилі, де зіграв у двох матчах і разом з командою здобув «срібло». Згодом одного разу виходив на поле і в рамках Кубка Америки 2019, який завершився для його команди здобуттям «бронзи».
Наразі провів у формі головної команди країни 19 матчів, забивши два голи.
| Дата       | Місто          | Господарі  | Результат | Гості     | Турнір                       | Голи | Примітки |
| ---------- | -------------- | ---------- | --------- | --------- | ---------------------------- | ---- | -------- |
| 11-10-2014 | Пекін          | Бразилія   | 2 – 0     | Аргентина | товариський матч             | -    | 76'      |
| 14-10-2014 | Гонконг        | Гонконг    | 0 – 7     | Аргентина | товариський матч             | -    | 73'      |
| 12-11-2014 | Лондон         | Аргентина  | 2 – 1     | Хорватія  | товариський матч             | -    | 71'      |
| 18-11-2014 | Манчестер      | Португалія | 1 – 0     | Аргентина | товариський матч             | -    | 73'      |
| 28-03-2015 | Ландовер       | Сальвадор  | 0 – 2     | Аргентина | товариський матч             | -    |          |
| 31-03-2015 | Іст-Резерфорд  | Аргентина  | 2 – 1     | Еквадор   | товариський матч             | -    | 46'      |
| 16-06-2015 | Ла-Серена      | Аргентина  | 1 – 0     | Уругвай   | Копа Америка 2015 - 1-й етап | -    | 88'      |
| 20-06-2015 | Він'я-дель-Мар | Аргентина  | 1 – 0     | Ямайка    | Копа Америка 2015 - 1-й етап | -    | 59'      |
| 04-09-2015 | Х'юстон        | Аргентина  | 7 – 0     | Болівія   | товариський матч             | -    |          |
| 9-9-2015   | Даллас         | Мексика    | 2 – 2     | Аргентина | товариський матч             | -    | 76'      |
| 11-10-2018 | Ер-Ріяд        | Аргентина  | 4 – 0     | Ірак      | товариський матч             | 1    | 46'      |
| 16-10-2018 | Джидда         | Бразилія   | 1 – 0     | Аргентина | товариський матч             | -    | 67'      |
| 21-11-2018 | Мендоса        | Аргентина  | 2 – 0     | Мексика   | товариський матч             | -    |          |
| 22-3-2019  | Мадрид         | Аргентина  | 1 – 3     | Венесуела | товариський матч             | -    | 78'      |
| 26-3-2019  | Танжер         | Марокко    | 0 – 1     | Аргентина | товариський матч             | -    | 90+2'    |
| 8-6-2019   | Сан-Хуан       | Аргентина  | 5 – 1     | Нікарагуа | товариський матч             | 1    | 57'      |
| 19-6-2019  | Белу-Оризонті  | Аргентина  | 1 – 1     | Парагвай  | Копа Америка 2019 - 1-й етап | -    | 46'      |
| 10-9-2019  | Сан-Антоніо    | Аргентина  | 4 – 0     | Мексика   | товариський матч             | -    | 65'      |
| 9-10-2019  | Дортмунд       | Німеччина  | 2 – 2     | Аргентина | товариський матч             | -    | 76'      |
| Усього     |                | Матчів     | 19        |           | Голів                        | 2    |          |

## Титули і досягнення
- Чемпіон Італії (2):

«Ювентус»: 2014-15, 2015-16
- Володар Кубка Італії (2):

«Ювентус»: 2015, 2016
- Володар Суперкубка Італії з футболу (1):

«Ювентус»: 2015
- Срібний призер Кубка Америки: 2015
- Бронзовий призер Кубка Америки: 2019